# Умтылский сельский округ
Умтылский сельский округ в ходит в состав Карасайского района Алматинской области.
Год образования Умтылского сельского округа — 1998 год.
Центром Умтылского сельского округа является с. Жалпаксай.
В состав округа входит 4 населенных пункта — с. Жалпаксай, с. Алмалыбак, с. Кольди, с. Мерей.
Важная роль в развитии села принадлежит сельскому хозяйству. Развитие сельского хозяйства определяет уровень продовольственной безопасности и социально — экономические перспективы в округе. В сельском хозяйстве, основными отраслями являются выращивания высокопродуктивных сортов зерновых культур. Основными сельскохозяйственными предприятиями округа являются ТОО «AgroparkOntustik», ТОО «КазНИИЗиР».

## Сельское хозяйство
Всего насчитывается 5008 гектаров сельскохозяйственных земель, из них пастбища — 329 гектаров, луга — 1496 га, орошаемые земли — 3310 гектаров.

## Промышленность
В сфере промышленности в округе действуют следующие промышленных предприятий ТОО «Алсад Казахстан», ТОО «Казахстан Кустары», ТОО «Чайный центр», СПК «Алмалыбак».

## Предпринимательство
Количество малых и средних предприятий составляет 353 единиц, в том числе: 196 ТОО, 15 крестьянских хозяйств, и 142 индивидуальных предпринимателей, в которых занято 1497 человек. Действуют 64 объектов торговли, в том числе 4 минимаркета и 60 магазинов. Бытовых и сервисных объектов — 5 единиц, а также 4 объекта общественного питания.

## Образование
В сфере образования действует 3 учреждения а именно;
1. Коммунальное государственное учреждение «Средняя школа имени А. С. Макаренко» типовая школа 1973 года постройки на 640 мест, проведен капитальный ремонт.
2. Коммунальное государственное учреждение «Средняя школа гимназия села Алмалыбак» типовая школа — 1974 года постройки на 720 мест, проведен капитальный ремонт.
3. Государственное учреждение «Специализированная гимназия имени Аль-Фараби для одаренных детей с обучением на трех языках». Год постройки 1990.

## Здравоохранение
Учреждения здравоохранения сельского округа представлены врачебной амбулаторией села Алмалыбак и Мерей.
1. «Врачебная амбулатория Мерей», год постройки — 1987. Основные направление услуг: первая медицинская помощь
2. «Врачебная амбулатория Алмалыбак» год постройки — 1978, в 2016 году проведен капитальный ремонт. Основные направление услуг: первая медицинская помощь.